# Ernst Förster

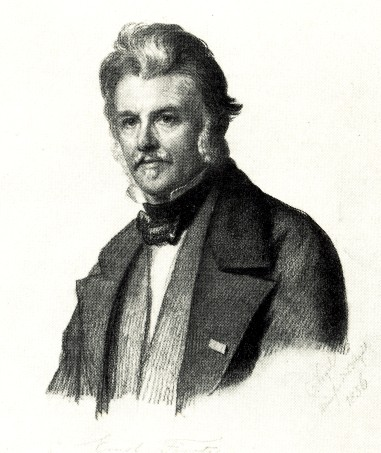
Ernst Förster, porträtt av Carl Christian Vogel von Vogelstein.

Ernst Joachim Förster, född den 8 april 1800 i Münchengosserstädt, död den 29 april 1885 i München, var en tysk målare och konstförfattare, son till Karl Christoph Förster och bror till Friedrich Christoph Förster. 
Förster studerade teologi, filosofi och målning, det senare för Peter von Cornelius. Han deltog i utförandet av Cornelius fresker i München och fortsatte samtidigt med vetenskapliga studier och erhöll doktorsgraden 1836. Förster gav därefter ut ett stort antal böcker, bland andra Geschichte der deutschen Kunst (5 band, 1851-60), arbeten om Fiesole (1859), Rafael (2 band, 1867-69), Denkmale deutscher Baukunst, Bildnerei und Malerei (med 300 teckningar, flertalet skrivna av honom själv, 12 band, 1853-69).